# Most dr. Franja Tuđmana
Most dr. Franja Tuđmana (stari naziv: Most Dubrovnik) je most koji povezuje dvije obale zaljeva Rijeke dubrovačke kod grada Dubrovnika.

## Povijest izgradnje
Ideja o izgradnji mosta preko Rijeke dubrovačke stara je oko 30 godina, a sama realizacija je počela 1989. godine izgradnjom prilaznih cesta od naselja Lozica sa zapadne te dubrovačkog gradskog predjela Nuncijata s istočne strane.
Za vrijeme Domovinskog rata je odgođena gradnja. S gradnjom se nastavilo 1998., a most je završen i pušten u promet u svibnju 2002. godine.

## Naziv
Imenovanje mosta je u vrijeme dovršavanja gradnje postalo sporno, jer su Hrvatske ceste most nazvale Most Dubrovnik, a dubrovačko gradsko vijeće Most dr. Franja Tuđmana; most je otvoren s pločama s oba naziva. Naposljetku su 2004. Hrvatske ceste na zahtjev dubrovačke gradonačelnice Dubravke Šuice i ministra Božidara Kalmete službeno nazvale most imenom F. Tuđmana.
Nestandardna deklinacija imena Franjo (standardni genitiv jednine bio bi Franje) karakteristična je za dubrovački govor.

## Tehnički podaci
Most je ovješenog tipa i sastoji se od dva dijela prednapetog grednog sklopa sa zapadne strane i glavnog nesimetričnog sklopa s ovješenom spregnutom gredom na istočnoj strani. Na zapadnoj strani, na prilaznoj cesti, izgrađen je vijadukt dužine 66 metara. Dužina samog mosta je 518 metara. Slobodna visina mosta iznosi 50 m.
Do izgradnje mosta promet prema zapadnom ulazu u grad Dubrovnik se odvijao Jadranskom turističkom cestom kroz područje Rijeke dubrovačke, a gradnjom mosta taj put se skratio za oko 9 kilometara te na taj način pridonio bržem razvoju dubrovačkih prigradskih naselja Lozica, Štikovica, Vrbica, Zaton i Orašac te naselja općine Dubrovačko primorje.

## Ostali mostovi istog imena
- Most dr. Franje Tuđmana (Čapljina)
- Most dr. Franje Tuđmana (Osijek)

## Vanjske poveznice
- O mostu na stranicama izvođača radova - Konstruktor Split  Arhivirana inačica izvorne stranice od 5. travnja 2008. (Wayback Machine)

Sestrinski projekti
|  | Zajednički poslužitelj ima još gradiva o temi Most dr. Franja Tuđmana |